# シフレ
株式会社シフレは、埼玉県越谷市に本社を置く、主にスーツケース・鞄の製造販売を行う会社。

## 概要
2001年（平成13年）に大島直幸が埼玉県越谷市で有限会社シフレを設立。

2004年（平成16年）に株式会社シフレに組織変更している。
主にスーツケース・トランク・旅行用品・ビジネスバッグなどの製造販売を行っているほか、OEM生産も行っている。

また、近年は不織布製マスクや生活雑貨の生産も行っており、新型コロナウイルス感染症拡大の際には本社の地元である越谷市の市役所や警察署、消防署へマスクの寄付を行った。
2004年に放映されたオロナミンCのCM内で上戸彩がペ・ヨンジュンに会いに行くシーンに使用され、一躍大ヒットした豚革のユーラシアトランクのメーカーとして有名。

｢ユーラシアトランク｣という名称は株式会社シフレの登録商標。

ライセンス商品の製造販売も多く手がけており、多くのキャラクター・ブランドと自社ブランド｢HAPI+TAS｣（ハピタス）のコラボレーションを展開している。

以下はコラボレーションを行っている（或いは過去に行った）主なキャラクター･ライセンス
- ミッフィー（ナインチェ・プラウス）：2010年9月～
- スヌーピー（ピーナッツ）：2014年8月～
- スター・ウォーズ・シリーズ：2015年1月～
- マーベル：2015年1月～2020年9月
- サンリオ：2015年9月～
- バットマン：2015年10月～2016年9月
- 地球の歩き方：2016年1月～2016年12月
- 千葉ロッテマリーンズ：2016年1月～
- カピバラさん：2016年3月～2017年2月
- PANTONE：2016年6月～2017年5月
- ミチコロンドン：2017年5月～
- リサ・ラーソン：2019年2月～
- ディズニー：2019年8月～
- リラックマ：2020年7月～
- ロディ：2020年9月～

## 沿革
- 2001年（平成13年） - 有限会社シフレを設立
- 2004年（平成16年） - 株式会社シフレに組織変更
- 2013年（平成25年） - 現住所に本社を移転

## 事業所
- 本社：埼玉県越谷市西方2605
- 大阪支店：大阪府大阪市淀川区西中島4-4-25 平和ビル2F

## 主要取引先
- 株式会社サックスバーホールディングス
- 株式会社丸井
- イオンリテール株式会社
- 株式会社イトーヨーカ堂
- ユニー株式会社
- 株式会社東急ハンズ
- 株式会社ロフト
- プラザスタイルカンパニー
- 株式会社キデイランド
- 株式会社ヴィレッジヴァンガードコーポレーション
- 株式会社ヨドバシカメラ
- 株式会社ヤマダ電機
- 株式会社パン・パシフィック・インターナショナルホールディングス(ドン・キホーテ)
- 株式会社カインズ
- DCMホールディングス株式会社
- 株式会社島忠
- アマゾンジャパン合同会社
- 株式会社サマンサタバサジャパンリミテッド